# Iolanda de Valois
Iolanda a Franței (23 septembrie 1434 – 23 august 1478) a fost Ducesă consort de Savoia. A fost fiica regelui Carol al VII-lea al Franței și a soției acetuia, Maria de Anjou. S-a căsătorit cu Ducele Amadeus al IX-lea de Savoia în 1452.
A fost numită după bunica maternă, Iolanda de Aragon. A fost regentă a Savoiei în perioada 1472-78.
Împreună cu Amadeus ea a avut zece copii:
1. Louis de Savoia (1453)
2. Ana de Savoia (1455–1480), căsătorită cu Frederic de Aragon (1452–1504), prinț de Altamura
3. Carol de Savoia (1456–1471), Prinț de Piedmont
4. Louise de Savoia (1462–1503), căsătorită în 1479 cu Hugh de Chalon
5. Filibert I de Savoia (1465–1482)
6. Bernard de Savoia (1467)
7. Carol I de Savoia (1468–1490)
8. James Louis de Savoia (1470–1485), Conte de Genevois
9. John Claude Galeazzo de Savoia (1472)
10. Maria de Savoia (?–1511)

1. ↑  IdRef, accesat în 23 mai 2020